# Kytarový zesilovač

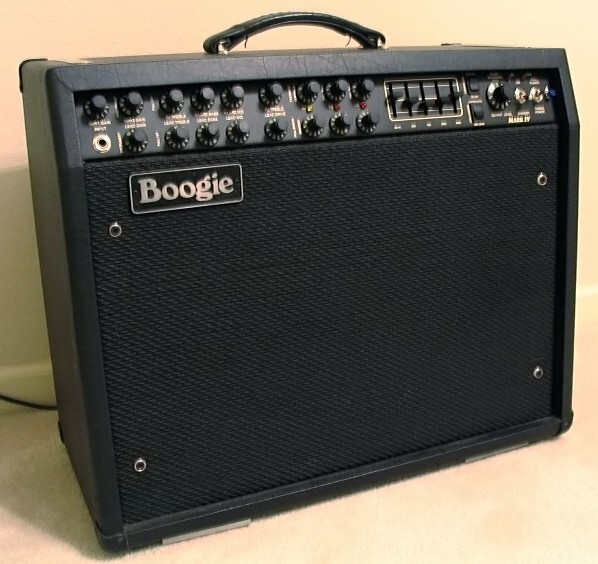
Kytarové kombo Mesa Boogie Mark IV

Kytarový zesilovač je přístroj, který zesiluje signál produkovaný elektrickou kytarou. Pomocí reproduktorů je pak zvuk kytary šířen akustickou cestou.

## Popis
Zesilovač je tvořen dvěma částmi – předzesilovačem a koncovým zesilovačem. V předzesilovači lze nastavit barvu zvuku, koncový (výkonový) zesilovač se stará o výkonové zesílení signálu. Samostatný zesilovač je nazýván hlavou a potřebuje spolupracovat s reproboxem (box, kabinet). Hlava a reprobox jsou nazývány kytarový stack.
Half stack je kombinace hlavy a jednoho reproboxu, full stack je hlava se dvěma reproboxy.
Pokud je naopak zesilovač i reproduktor(y) v jednom korpusu, jedná se o kytarové kombo.

## Druhy kytarových zesilovačů
- Lampový zesilovač (také elektronkový zesilovač) – obsahuje elektronky (triody, pentody…) v obou stupních. Elektronky jsou součástky, které byly v elektronice převážně nahrazeny tranzistory, protože mají omezenou životnost, jsou náchylné na poškození otřesy. Dnes se již používají hlavně v oblasti hudebních zesilovačů, speciálně kytarových zesilovačů, především díky charakteru zvuku, který zesilovač produkuje a kvůli dynamice. Koncové elektronky je nutno měnit a tento typ zesilovače potřebuje specifickou péči (seřízení předpětí (biasu) apod.)

- Tranzistorový zesilovač (také polovodičový zesilovač) je technologicky jednodušší než lampový zesilovač. Snese horší zacházení, je lehčí a nepotřebuje žádnou speciální údržbu. Jeho zvuk není často kytaristy tak ceněn jako zvuk lampového zesilovače kvůli nedostatku dynamiky, slévání tónů apod.

- Hybridní zesilovač (také pololampový zesilovač) obsahuje elektronku v předzesilovači a tranzistory v koncovém stupni. Snaží se tak zvukově přiblížit celolampovým zesilovačům.

- Modelingový zesilovač se snaží kopírovat zvuky slavných zesilovačů pomocí procesoru. Modeluje charakteristiku zvuku, čímž se snaží přiblížit různým legendárním modelům zesilovačů.

## Hand-Made zesilovače
Hand-made zesilovač (také custom-made) je zesilovač, který není vyráběn sériově, a je vyráběn s velkým (případně kompletním) podílem ruční práce.

### Důvody pro hand-made výrobu
- individuální přání zákazníka – zákazník se chce podílet na vývoji zesilovače, chce přesně specifikovat jeho funkce, zvuk, vzhled
- možnost ušetření nákladů – custom-made výrobci jsou schopni vyrobit repliku proslulého zesilovače levněji ve stejné kvalitě (neplatí se za značku)
- spolehlivost – výrobci pomocí ruční práce eliminují možné vady, které mohou vzniknout sériovou výrobou

### Charakteristické vlastnosti hand-made výroby
- Point-to-point metoda – součástky jsou spojeny přímo (tj. bez použití plošného spoje)
- Hand-wire (prodrátování) – místo plošného spoje se součástky spojují klasickými vodiči
- Speciální součástky – na rozdíl od sériové výroby se používají kvalitnější / dražší (mnohdy špatně dostupné) součástky

## Značky
- Ashton
- BLACKHEART
- Blackstar
- Bogner
- Bugera
- Crate
- Engl
- Fender
- Framus
- Kustom
- Laney
- Line6
- Marshall
- Mesa Boogie
- Orange
- Peavey
- Randall
- SR Technology
- VHT
- Vox
- Yamaha